# Балтачевское сельское поселение (Азнакаевский район)
Балтачевское сельское поселение — сельское поселение в Азнакаевском районе Татарстана.
В состав поселения входит 1 населённый пункт — село Балтачево.

## Население
| 2010 | 2011 | 2012 | 2013 | 2014 | 2015 | 2016 |
| ---- | ---- | ---- | ---- | ---- | ---- | ---- |
| 503  | ↘502 | ↘497 | ↗508 | ↗518 | ↗534 | ↘512 |
| 2017 | 2018 | 2019 | 2020 |      |      |      |
| ↘503 | ↘491 | ↗496 | ↘489 |      |      |      |

## Известные уроженцы
- Хакимова, Шамсия Гадиевна (3 июня 1908 года, д. Балтачево Бугульминского уезда Самарской губернии (Азнакаевский район Республики Татарстан) — 18 ноября 2003 года, г. Уфа) — советский инженер-металлург, общественный деятель. Депутат Верховного Совета РСФСР первого и 2 созывов. Член ВКП(б).